# Гриф (герб)
Герб Гриф (пол. Gryf) — гласный польский дворянский герб, впервые упоминаемый в 1369 году и включающий 328 родов, некоторые из которых включены в Общий гербовник дворянских родов Российской империи.

## Описание гербов
В Гербовнике дворянских родов Царства Польского имеется три герба данного имени:
1. Герб Гриф: в красном поле серебряный гриф, взвившийся на дыбы, влево. В навершие шлема выходящий такой же гриф, с золотым охотничьим рогом, влево.
2. Герб Гриф II: в красном поле золотой гриф, влево, держащий перед собой охотничий рог. В навершие шлема выходит подобный же гриф с рогом, как в щите.
3. Герб Гриф III: в красном поле золотой гриф, вправо, с опущенным хвостом, держащий в левой лапе золотой перстень, а в правой три страусовых пера. В навершие шлема такие же перья в золотом кольце[1].

#### Описание по А.Б. Лакиеру
Животное белого цвета с орлиными головою и крыльями, а нижняя половина тела, задние лапы и хвост львиные (грифон). Положение этой фигуры в красном поле влево на задних ногах. В нашлемнике виден выходящий до половины гриф, пред ним с левой стороны труба. Родоначальником фамилий этого герба считают Яксу, сына князя Лешко III, жившего в X веке и получившего в удел Сербию. См. также Грифон.

## Вариации

Counts Dębicki
Counts Konarski
Barons Bobowski
Bałła (odm. Gryf)
Rosen, a variation of Gryf according to Przemysław Pragert
Jadunka, a variation of Gryf according to Przemysław Pragert
Białoskrzydł coat of arms

## Герб используют
А
1. Аксамитовские (Аксамитовские з Аксамит) (Aksamitowski, Axamitowski z Aksamit)
2. Аксентовичи (Aksentowicz)
3. Андржейкевичи (Andrzejkiewicz)
4. Андржейковичи
5. Андроновские (Andronowski)
6. Анковские (Ankowski)

Б
1. Бабовские (Babowski)
2. Баволовские (Bawolowski)
3. Балла (Balla)
4. Бановские (Banowski)
5. Батовты (Batowt)
6. князья Белзские (Бельские) (Belzki)
7. Белиские (Beliski)
8. Белицкие (Belicki, Bielicki)
9. Белхацкие (Belhacki)
10. Беме (Behme)
11. Беняжевские (Bieniazewski)
12. Беняшевские (Bieniaszewski)
13. бароны и дворяне Бобовские (Bobowski)
14. Бобринские (Bobrinski)
15. Бобровичи (Bobrowicz)
16. Бобры (Bobr)
17. графы и дворяне (фон) Бонковские (Бонковские-Якса) (v. Bakowski, Bakowski-Jaksa, Bakowski Saxa)
18. Браницкие (з Браниц) (Branicki, z Branic)
19. Бржежницкие (Brzeznicki)
20. Бржезинские (Бржезинские Годзислав) (Brzezinski, Brzezinski Godzislaw)
21. Бронецкие
22. Буржинские (Burzynski)
23. Бутовты (Бутовды) (Butowd, Butowt)
24. Быковские (Bykowski, Bykowski Jaxa)
25. Бырдины (ОГ V, 116)
26. Бэда (Beda)

В
1. Вержбицкие (Wierzbicki)
2. Викторовские (Wiktorowski)
3. Вильковские (Wilkowski)
4. Винярские (Winiarski)
5. Вистицкие (ОГ IV, 113)
6. Вишневские (Wiszniewski)
7. Вольские (Wolski)

Г
1. Гедзинские (Giedzinski)
2. Гедчицкие (Giedczycki)
3. Гембские (Gebski)
4. Геткины (Getkin)
5. Гладыши (Gladysz)
6. Глуховские (Gluchowski)
7. Голомбек (Golabek, Golambek)
8. Грайфхайм (Greifheim)
9. Грефковичи (Греффкович) (Grefkowicz, Greffkowicz)
10. Грегоровичи (Gregorowicz)
11. Гринкевичи (Grynkiewicz)
12. Грифф (Gryff)
13. Гриффины (Gryffin)
14. Гродзицкие (Гродзицкие Якса) (Grodzicki, Grodzicki Jaxa)
15. Громыка (Hromyka)
16. Гроновские (Hronowski)
17. Гуменевские (Gumieniewski)
18. Гуменецкие (Gumieniecki)
19. Гунтер (Gunther)
20. Густковские (Gustkowski)

Д
1. графы и дворяне Дембицкие (Дембицкие Якса) (Debicki, Debicki Jaxa)
2. Доберские (Doberski)
3. Добки (Добек Якса) (Dobek, Dobek Jaxa)
4. Довяты
5. Домарадские (Домарадские Якса) (Domaradzki, Domaradzki Jaxa)

Ж
1. Жеромские (Жеромские Якса) (Zeromski, Zeromski Jaxa)
2. Жуковские (Zukowski)

З
1. Заезерские (Zajezierski)
2. Закршевские (Zakrzewski)
3. Замеровские (Zamierowski)
4. Замеховские (Zamiechowski)
5. Запольские (Zapolski)
6. Запорские (Zaporski)
7. Знамеровские (Знамировские) (Znamierowski, Znamirowski)

И
1. Ижирон (Ижирон Якса) (Izyron, Izyron Jaxa)
2. Ильсингер (Ilsinger)

К
1. Канские (Kanski)
2. Кавецкие (Kawecki)
3. Квецинские (Kwiecinski)
4. Квятковичи (Kwiatkowicz)
5. Квятковские (Kwiatkowski)
6. Келлер (Keller)
7. Кемпские (Кемпски фон Ракошина, Кемпские Якса) (Kepski, Kempski v. Rakoszyna, Kempski Jaxa)
8. Кещинские (Kieszczynski)
9. Киенские (Kijenski)
10. Кильские (Кильские Якса) (Kilski, Kilski Jaxa)
11. Клещинские (Kleszczynski)
12. Кобр (Kobr)
13. Ковалевские (Kowalewski)
14. Козловские (Kozlowski)
15. Колачковские (Kolaczkowski)
16. Коморницкие (Komornicki)
17. Коморовские (Komorowski)
18. Колтовские (ОГ II, 23)
19. графы и дворяне (фон) Конарские (Конарские Якса) (v. Konarski, Konarski Jaxa)
20. Коробановы (ОГ II, 86)
21. Косминовские (Kosmynowski)
22. Коссовичи (Kossowicz)
23. Косфичи (Kosficz)
24. Кржечевичи (Krzeczewicz)
25. Кржешовицкие (Krzeszowicki)
26. Кржешовские (Krzeszowski)
27. Кржишевские (Krzyszewski)
28. Кробановские (Krobanowski)
29. Круковские (Krukowski)
30. Крушевские (Крушовские) (Kruszewski, Kruszowski)
31. Крыницкие (Krynicki)

Л
1. Лаптевы (ОГ VI, 7)
2. Лековичи
3. Лесневольские (Lesniowolski)
4. Лесневские (Лесневские Голабек, Леснёвские, Леснёвские Зимновода) (Lesniewski, Lesniewski Golabek, Lesniowski, Lesniowski Zimnowoda)
5. Леховичи (Lechowicz)
6. Лёбоовские (Loboowski)
7. Лигенза (Ligeza)
8. Липовские (Lipowski)
9. Ловчовские (Lowczowski)
10. Лопухины (ОГ III, 8; IV, 6)
11. Лотвишинские (Lotwiszynski)
12. Лупандины (ОГ II, 24)
13. Лупинские (Lupinski)
14. Любоньские (Lubonski)
15. Люзенские (Luzenski)
16. Лятошинские (Latoszynski)

М
1. Маковские (Makowski)
2. Макульские (Makulski)
3. Малаховские (Малаховские Якса) (Malachowski, Malachowski Jaxa)
4. Малевич (Malewicz)
5. Малешевские (Малешовские) (Maleszewski, Maleszowski)
6. Марцинковские (Marcinkowski)
7. Марциновские (Marcinowski)
8. Мелецкие (Меленцкие з Мельца)) (Mielecki, Mielecki z Mielca)
9. Миколаевские (Mikolajewski)
10. Микошек (Mikoszek)
11. Милецкие (Milecki)
12. Миржовские (Mirzowski)
13. Миржовские (Myrzowski)
14. Михеровские (Micherowski)
15. Миховские (Michowski)
16. Моклоки (Moklok)
17. Моленда (Molenda)
18. Монкольские (Монкольские Якса) (Makolski, Makolski Jaxa)

Н
1. Накваские (Nakwaski)
2. Насеховские (Nasiechowski)
3. Насты (Nast)
4. Неклевичи (Nieklewicz)
5. Нелединские-Мелецкие (ОГ II, 53)
6. Нечвоевичи (Neczwojewicz)
7. Никлевичи (Niklewicz)
8. Носковские (Noskowski)

О
1. Одорские (Odorski)
2. Осовецкие (Osowecki)
3. Оссовские (Ossowski)
4. Островские (Ostrowski)
5. Отфиновские (Отвиновские, Отвиновские Якса) (Otffinowski, Otwinowski, Otwinowski Jaxa)

П
1. Павловы (ОГ IX, 8)
2. Пантеревичи (Panterewicz)
3. Папевские (Papiewski)
4. Папеские (Papieski)
5. Папуские (Papuski)
6. Пацерковские (Paciorkowski)
7. Пискоржевские (Piskorzewski)
8. Победзинские (Pobiedzinski)
9. Подегродские (Podegrodzki)
10. Пойлиос (Poylios)
11. Полеские (Poleski)
12. князья Поморские (Померанские) (Pomorskie)
13. Проханские (Prochanski)

Р
1. Радлинские (Radlinski)
2. Ратарские (Ротарские) (Ratarski, Rotarski)
3. Рожновские (Roznowski)
4. Розен (Рожен) (Rozen)
5. Роникеры (Ronikier)
6. Ротариуш (Rotaryusz)
7. Ружицкие-Гемские (Rozycki-Hemski)

С
1. Сабина (Sabina)
2. Святопек (Swiatopek)
3. Сераковские (Sierakowski)
4. Скржисковские (Skrzyskowski)
5. Скршишовские (Skrzyszowski)
6. Слоцкие (Slocki)
7. Сороко (Soroko)
8. Станиславские (Stanislawski)
9. Стоевские (Stojowski)
10. Стржешковские (Strzeszkowski)
11. Строневские (Stroniowski)
12. Студзенские (Studzienski)
13. Сулоцкие (Sulocki)
14. Счиперские (Sczypierski)

Т
1. Тенгоборские (Tegoborski)
2. Трешка (Treszka)
3. Тржецецкие (Trzeciecki, Trzecieski)
4. Троецкие (Trojecki)
5. Турские (Turski)
6. Тухачевские (ОГ VII, 10)

У
1. Уейские (Ujejski, Uiejski, Ujeyski)
2. Ульковские (Ulkowski)

Х
1. Хамец (Chamiec)
2. Хамские (Chamski)
3. Ханские (Khanski)
4. Харжевские (Charzewski)
5. Хицкие (Chycki)
6. Хлондовские (Хлендовские) (Chladowski, Chledowski)
7. Ходкевичи (Chodkiewicz)
8. Хомские
9. Хроневские (Chroniowski)
10. Хроновские (Chronowski)

Ц
1. Цедро (Cedro)
2. Цедровские (Cedrowski)
3. Цепелевские (Ciepielowski)
4. Циковские (Чиковские) (Cikowski, Cykowski, Czykowski)

Ч
1. Чайковские (Czaykowski)

Ш
1. князья и графы Шацкие (Szazki)
2. Шаффгоц (Schaffgotz)
3. Шимановские (ОГ VIII, 92)
4. бароны (цу) Шингисовы (zu Schingisov)

Щ
1. Щепановские (Щепаноские) (Szczepanowski, Sczepanoski)
2. Щуковские (Szczukowski)

Я
1. Яворские (Яворские Якса) (Jaworski, Jaworski Jaxa)
2. Якса (Jaxa)
3. Яркен (Jarken)
4. Ярмоловичи(Jarmolovic)

Гриф изм.
1. Клещинские (Kleszczynski)

Гриф II
1. Пацерковские

Гриф III
1. Хроневские

Гриф Белый (Gryf Bialy)
1. Быковские (Bykowski)

Гриф Золотой (Gryf Zloty)
1. Хроневские (Chroniewski)

Гриф с мечом (Gryf z mieczem)
1. Борейко (Boreyko)
2. Ходкевичи (Chodkiewicz)
3. Ходко (Chodko, Kodko)

Годзислав-Гриф, Двойгриф
1. Бржезинские